# Owe Johansson
Owe Johansson, född 1939, är en svensk silversmed. Han är uppvuxen i södra Närke och utbildade sig till silversmed i Pforzheim, Tyskland.
Sin första silversmedja startade Johansson 1965 i Sigtuna. Han fick sitt genombrott på Nationalmuseums utställning UNGT SVENSKT SILVER 1968. Därefter har han varit verksam i bland annat Varberg och Ystad. Johansson har även arbetat med industriformgivning och emalj.
Owe Johansson finns bland annat representerad på Nationalmuseum i Stockholm, Röhsska museet i Göteborg, Hallands konstmuseum, Statens Konstsamlingar i Prag, samt hos flera privata samlare som Kung Gustaf VI Adolf och Kung Carl XVI Gustafs silversamlingar. Han har fått Statens konstnärsstipendium två gånger och har blivit tilldelad flera internationella hederslegater.
Han är far till Maxjenny Forslund.